# 马尔梅莱鲁
马尔梅莱鲁是巴西巴拉那州的一个市镇。总面积387.68平方公里，总人口13493人，人口密度34.8人/平方公里。